# Patton (Pennsylvanie)
Pour les articles homonymes, voir Patton.
Patton est un borough situé au nord du comté de Cambria, en Pennsylvanie, aux États-Unis,. En 2010, il comptait une population de 1 769 habitants. Il est incorporé le 4 septembre 1893.

## Démographie
Lors du recensement de 2010, le borough comptait une population de 1 769 habitants. Elle est estimée, le 1er juillet 2019, à 1 660 habitants.

### Source de la traduction
- (en) Cet article est partiellement ou en totalité issu de l’article de Wikipédia en anglais intitulé « Patton, Pennsylvania » (voir la liste des auteurs).